# Aannepadda
Aannepadda, o Aannepada (fl. XXV secolo a.C.), re sumero di Ur, figlio di Mesannepada, della I dinastia di Ur (2450-2400 a.C. ca.).
A lui si deve la costruzione di un santuario dedicato alla dea Ninhursag, scoperto ad Al-'Ubayd (nell'odierno Iraq).